# فیل سلوی
فیلیپ جیمز سلوی(به انگلیسی: Philip James Selway)(متولد ۲۳ می ۱۹۶۷) موزیسین و ترانه‌نویس انگلیسی است که بیشتر به عنوان درامر گروه آلترنیتیو راک ردیوهد شناخته می‌شود. او همچنین در پروژه تصادف ۷ دنیا نیز درام نواخته‌است. سلوی به خاطر دقت و مهارتش در نواختن درام و همچنین سبک غیر معمولش معروف است. در سال ۲۰۰۸ سلوی توسط گیگوایز به عنوان بیست و ششمین درامر بزرگ تمامی اعصار انتخاب شد.
سلوی در ۳۰ اوت ۲۰۱۰ اولین آلبوم انفرادی خود به نام خویشاوندی را منتشر کرد.

## ریدیوهد
قبل از موفقیت ریدیوهد سلوی در دانشگاه پلیتکنیک لیورپول در حال تحصیل در رشته افکار و ادبیات (انگلیسی و تاریخ) بود. قبل از آن سلوی ریاضی خوانده بود و برای گروه‌های زیادی کار کرده بود و همچنین به عنوان معلم انگلیسی نیز مشغول به کار بود. در اوایل دهه نود سلوی، گروه تازه تشکیل ریدیوهد (که در آن موقع «در یک روز جمعه» نام داشت) را برای جابه‌جایی به ایرلند ترک کرد.
زمان‌گیری و فرم متنوع نواختن درام او باعث شد که ریدیوهد بتواند صدای خودش را پیدا کند. از آنجاییکه تکنیک او در آلبوم‌های اولیه گروه مانند خمش‌ها مشابه راک کلاسیک بود این باعث می‌شد که صدای ریدیوهد بهتر شنیده شود. حس اکسپریمنتال و اتمسفریکی که در کارهای جدید ریدیوهد شنیده می‌شود نیز حاصل تغییر رویه سلوی به نواختنی خشک‌تر، تکنیک تکرارشونده و صدایی موتوریک است.
در کنار وظایفی که سلوی در گروه دارد سلوی در بسیاری از آهنگ‌ها صدای زمینه بسیاری از آهنگ‌ها را نیز می‌خواند.
سلوی نواختن درام را در لندن به همراه اد اوبراین آموخته‌است.

## کار خارج از ریدیوهد

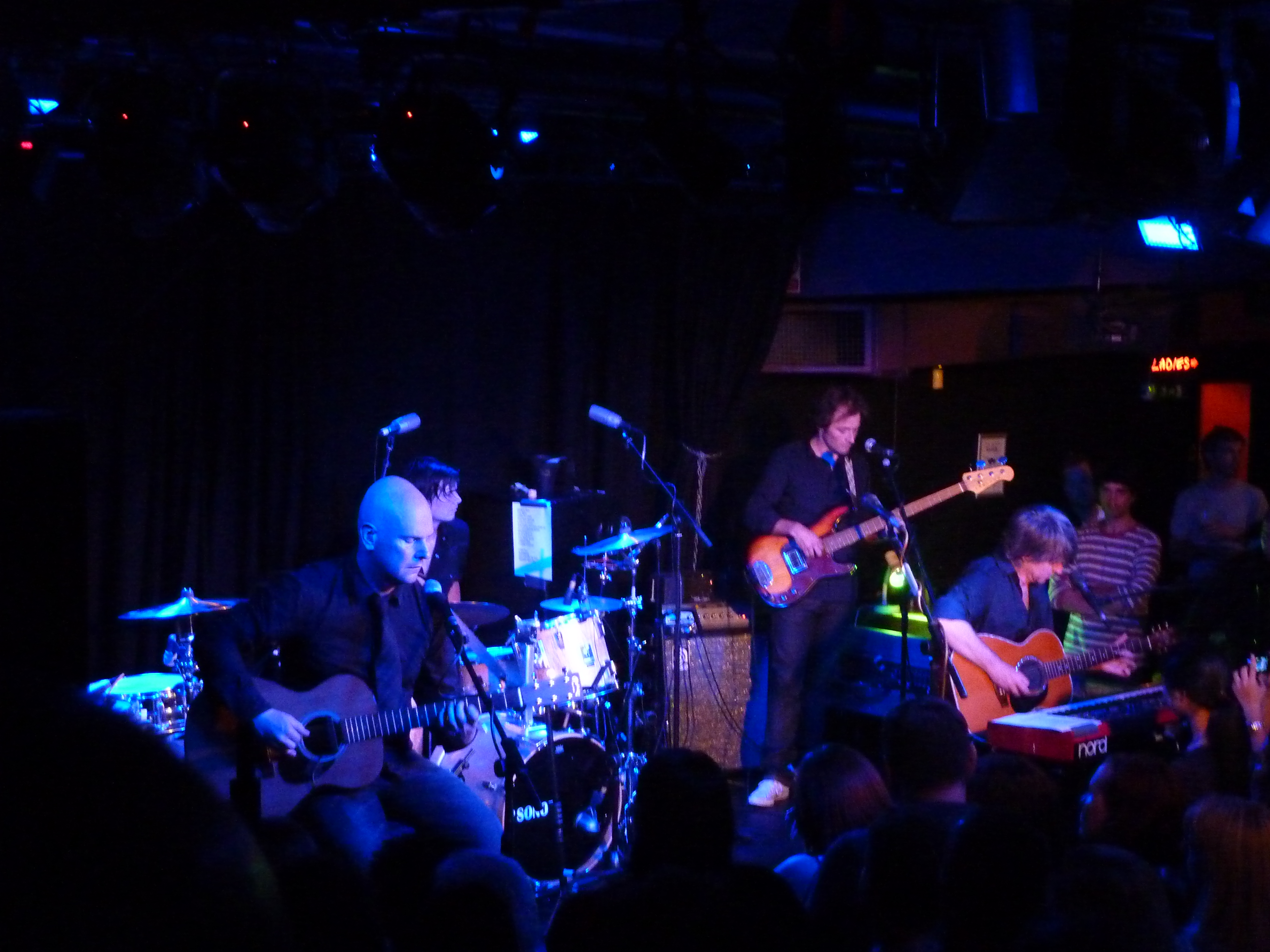
اجرای کنسرت فیل سلوی

در سال ۲۰۰۵ سلوی به همراه جانی گرینوود و جرویس کوکر مرد اول گروه پالپ و به عنوان سه ساحره در فیلم هری پاتر و جام آتش ظاهر شدند.
سلوی به همراه نیل فین در پروژه تصادف هفت دنیا شرکت کرد و در اجرای زنده آن‌ها در سال۲۰۰۱ به اجرای درام پرداخت. او همچنین در سال ۲۰۰۹ گیتاریست و خواننده اصلی بعضی از آهنگ‌های آلبوم استودیویی آن‌ها به نام طلوع خورشید بود. در همان سال او در آلبوم استودیویی مارتین سیمپسون به نام «داستان‌های واقعی» به اجرا پرداخت.
سلوی اولین آلبوم انفرادی خود به نام خویشاوندی را در ۳۰ اوت ۲۰۱۰ منتشر کرد. آلبوم شامل نواختن گیتار او و صدای او است.
سلوی دومین آلبوم انفرادی خود را با عنوان Weatherhouse در سال ۲۰۱۴ منتشر کرد.
آخرین آلبوم انفرادی سلوی با نام "رقص عجیب" در فوریه سال ۲۰۲۳ منتشر خواهد شد.

## زندگی شخصی
سلوی متولد آبینگدون، برکشایر (حالا آکسفورشایر، انگلستان) است. نام همسر او کیت است و این دو دارای سه فرزند به نام‌های لئو، جیمز و پاتریک هستند (که به ترتیب آلبوم‌های بچه الف، فراموشکار و زنده باد دزدها را به آن‌ها تقدیم کرده‌است)
مادر سلوی، تئا هنگامی که ریدیوهد در جریان یکی از تورهای خودش بود فوت کرد و به همین دلیل گروه یکی از کنسرت‌هایش در آمستردام را تعطیل کرد تا سلوی بتواند به مراسم تدفین مادرش برود
فقط می‌خواستم از هوادارایی که آمده بودند خصوصاً آنهایی که از راه‌های دوری آمده بودند عذر خواهی کنم. مادرم دیشب فوت کرد و خب من می‌خواستم که خونه در کنار خانواده باشم. مامان یکی از طرفدارای بزرگ ریدیوهد بود و همیشه به ما که این گروه رو تشکیل داده بودیم افتخار می‌کرد. من دوستش دارم و همیشه دلتنگش میشم.